# نخست‌وزیر ارمنستان
نخست‌وزیر ارمنستان (ارمنی: Հայաստանի վարչապետները) رئیس دولت و ارشدترین وزیر در دولت ارمنستان است و طبق طبق قانون اساسی موظف است "دستورالعمل‌های اصلی سیاست دولت را تعیین نماید، فعالیت‌های دولت را مدیریت کند و کار اعضای دولت را هماهنگ کند. "همچنین، طبق قانون اساسی، نخست‌وزیر ریاست شورای امنیت را دارد که دستورالعمل‌های اصلی سیاست دفاعی کشور را تعیین می‌کند؛ بنابراین، نخست‌وزیر به‌طور مؤثر فرمانده کل نیروهای مسلح ارمنستان است. بر اساس قانون اساسی جدید ۲۰۱۵، نخست‌وزیر قدرتمندترین و تأثیرگذارترین فرد در سیاست ارمنستان می‌باشد. نخست‌وزیر با رأی مجلس شورای ملی توسط رئیس‌جمهور ارمنستان منصوب می‌شود. نخست‌وزیر را می‌توان با رأی عدم اعتماد به مجلس برکنار کرد. در همه‌پرسی قانون اساسی که در سال ۲۰۱۵ برگزار شد، شهروندان به انتقال ارمنستان به جمهوری پارلمانی رای مثبت دادند.
دفتر نخست‌وزیر نخستین بار در سال ۱۹۱۸ با تأسیس اولین جمهوری ارمنستان تأسیس شد و هنگامی که اولین جمهوری ارمنستان در جمهوری فدراتیو سوسیالیستی قفقاز جنوبی شوروی ضمیمه شد، منحل شد. وقتی ارمنستان استقلال خود را دوباره بدست آورد، دفتر نخست‌وزیری دوباره احیا شد.

## فهرست روسای دولت ارمنستان (۱۹۱۸–تاکنون)

### اولین جمهوری ارمنستان (۱۹۱۸–۱۹۲۰)
| No. | تصویر | نام (زاده-درگذشته)            | قبول پست       | ترک پست        | حزب                    | عنوان    |
| --- | ----- | ----------------------------- | -------------- | -------------- | ---------------------- | -------- |
| ۱   |       | هوهانس کاچازنونی (۱۸۶۸–۱۹۳۸)  | ۳۰ ژوئن ۱۹۱۸   | ۲۸ مه ۱۹۱۹     | فدراسیون انقلابی ارمنی | نخست‌وزیر |
| ۲   |       | آلکساندر خاتیسیان (۱۸۷۴–۱۹۴۵) | ۲۸ مه ۱۹۱۹     | ۵ مه ۱۹۲۰      | فدراسیون انقلابی ارمنی | نخست‌وزیر |
| ۳   |       | هامو اوهانجانیان (۱۸۷۳–۱۹۴۷)  | ۵ مه ۱۹۲۰      | ۲۵ نوامبر ۱۹۲۰ | فدراسیون انقلابی ارمنی | نخست‌وزیر |
| ۴   |       | سیمون وراتسیان (۱۸۸۲–۱۹۶۹)    | ۲۵ نوامبر ۱۹۲۰ | ۲ دسامبر ۱۹۲۰  | فدراسیون انقلابی ارمنی | نخست‌وزیر |

### جمهوری سوسیالیستی ماورای قفقاز شوروی(۱۹۲۲–۱۹۳۶) وجمهوری سوسیالیستی ارمنستان شوروی(۱۹۳۶–۱۹۹۱)
| No. | تصویر | نام (زاده-درگذشته)               | قبول پست       | ترک پست         | حزب                       | عنوان                    |
| --- | ----- | -------------------------------- | -------------- | --------------- | ------------------------- | ------------------------ |
| ۱   |       | سارگیس لوکاشیان (۱۸۸۳–۱۹۳۷)      | ۲۱ مه ۱۹۲۲     | ۲۴ ژوئن ۱۹۲۵    | حزب کمونیست ارمنستان      | رئیس کمیساریای شورای خلق |
| ۲   |       | سارگیس هامبارتسومیان (۱۸۷۰–۱۹۴۴) | ۲۴ ژوئن ۱۹۲۵   | ۲۲ مارس ۱۹۲۸    | حزب کمونیست ارمنستان      | رئیس کمیساریای شورای خلق |
| ۳   |       | ساهاک در-گابریلیان (۱۸۸۶–۱۹۳۷)   | ۲۲ مارس ۱۹۲۸   | ۱۰ فوریه ۱۹۳۵   | حزب کمونیست ارمنستان      | رئیس کمیساریای شورای خلق |
| ۴   |       | آبراهام گولویان (۱۸۹۳–۱۹۳۸)      | ۱۰ فوریه ۱۹۳۵  | فوریه ۱۹۳۷      | حزب کمونیست ارمنستان      | رئیس کمیساریای شورای خلق |
| ۵   |       | سارگیس هامبارتسومیان (۱۸۷۰–۱۹۴۴) | فوریه ۱۹۳۷     | مه ۱۹۳۷         | حزب کمونیست ارمنستان      | رئیس کمیساریای شورای خلق |
| ۶   |       | استپان هاکوبیان                  | مه ۱۹۳۷        | ۲۱ سپتامبر ۱۹۳۷ | حزب کمونیست ارمنستان      | رئیس کمیساریای شورای خلق |
| ۷   |       | آرام پیروزیان                    | ۲۳ نوامبر ۱۹۳۷ | اکتبر ۱۹۴۳      | حزب کمونیست ارمنستان      | رئیس کمیساریای شورای خلق |
| ۸   |       | آقاسی سارگسیان                   | اکتبر ۱۹۴۳     | ۱۹۴۶            | حزب کمونیست ارمنستان      | رئیس کمیساریای شورای خلق |
| ۸   | ۱۹۴۶  | آقاسی سارگسیان                   | ۲۹ مارس ۱۹۴۷   | رئیس شورای وزرا | حزب کمونیست ارمنستان      |                          |
| ۹   |       | ساهاک کاراپتیان (۱۹۰۶–۱۹۸۷)      | ۲۹ مارس ۱۹۴۷   | ۲۰ نوامبر ۱۹۵۲  | حزب کمونیست ارمنستان      | رئیس شورای وزرا          |
| ۱۰  |       | آنتون کوچینیان (۱۹۱۳–۱۹۹۰)       | ۲۰ نوامبر ۱۹۵۲ | ۵ فوریه ۱۹۶۶    | حزب کمونیست ارمنستان      | رئیس شورای وزرا          |
| ۱۱  |       | بادال مورادیان                   | ۵ فوریه ۱۹۶۶   | ۲۱ نوامبر ۱۹۷۲  | حزب کمونیست ارمنستان      | رئیس شورای وزرا          |
| ۱۲  |       | گریگور آرزومانیان                | ۲۱ نوامبر ۱۹۷۲ | ۲۸ نوامبر ۱۹۷۶  | حزب کمونیست ارمنستان      | رئیس شورای وزرا          |
| —   |       | مارتیروسیان                      | ۲۸ نوامبر ۱۹۷۶ | ۱۷ ژانویه ۱۹۷۷  | حزب کمونیست ارمنستان      | رئیس شورای وزرا          |
| ۱۳  |       | فادیی سارگسیان (۱۹۲۳–۲۰۱۰)       | ۱۷ ژانویه ۱۹۷۷ | ۱۶ ژانویه ۱۹۸۹  | حزب کمونیست ارمنستان      | رئیس شورای وزرا          |
| ۱۴  |       | ولادیمیر مارگاریانتس             | ۱۶ ژانویه ۱۹۸۹ | ۱۳ اوت ۱۹۹۰     | حزب کمونیست ارمنستان      | رئیس شورای وزرا          |
| ۱۵  |       | وازگن مانوکیان (۱۹۴۶–)           | ۱۳ اوت ۱۹۹۰    | ۲۵ سپتامبر ۱۹۹۱ | National Democratic Union | رئیس شورای وزرا          |

### جمهوری ارمنستان(۱۹۹۱–اکنون)
| №  | نام (زاده-درگذشته)             | تصویر | قبول پست        | ترک پست          | حزب                            |
| -- | ------------------------------ | ----- | --------------- | ---------------- | ------------------------------ |
| ۱  | وازگن مانوکیان (۱۹۴۶–)         |       | ۲۵ سپتامبر ۱۹۹۱ | ۲۲ نوامبر ۱۹۹۱   | National Democratic Union      |
| ۲  | گاگیک هاروتیونیان (۱۹۴۸–)      |       | ۲۲ نوامبر ۱۹۹۱  | ۳۰ ژوئیه ۱۹۹۲    | مستقل                          |
| ۳  | خسرو هاروتیونیان (۱۹۴۸–)       |       | ۳۰ ژوئیه ۱۹۹۲   | ۲ فوریه ۱۹۹۳     | مستقل                          |
| ۴  | هراند باگراتیان (۱۹۴۸–)        |       | ۲ فوریه ۱۹۹۳    | ۴ نوامبر ۱۹۹۶    | Pan-Armenian National Movement |
| ۵  | آرمن سارگسیان (۱۹۵۳–)          |       | ۴ نوامبر ۱۹۹۶   | ۲۰ مارس ۱۹۹۷     | مستقل                          |
| ۶  | روبرت کوچاریان (۱۹۵۴–)         |       | ۲۰ مارس ۱۹۹۷    | ۱۰ آوریل ۱۹۹۸    | مستقل                          |
| ۷  | آرمن داربینیان (۱۹۶۵–)         |       | ۱۰ آوریل ۱۹۹۸   | ۱۱ ژوئن ۱۹۹۹     | مستقل                          |
| ۸  | وازگن سارگسیان (۱۹۵۹–۱۹۹۹)     |       | ۱۱ ژوئن ۱۹۹۹    | ۲۷ اکتبر ۱۹۹۹[α] | حزب جمهوری‌خواه ارمنستان        |
| ۹  | آرام سارگسیان (۱۹۶۱–)          |       | ۳ نوامبر ۱۹۹۹   | ۲ مه ۲۰۰۰        | حزب جمهوری‌خواه ارمنستان        |
| ۱۰ | آندرانیک مارگاریان (۱۹۵۱–۲۰۰۷) |       | ۱۲ مه ۲۰۰۰      | ۲۵ مارس ۲۰۰۷[β]  | حزب جمهوری‌خواه ارمنستان        |
| ۱۱ | سرژ سارگسیان (۱۹۵۴–)           |       | ۲۶ مارس ۲۰۰۷    | ۷ آوریل ۲۰۰۸     | حزب جمهوری‌خواه ارمنستان        |
| ۱۲ | تیگران سارگسیان (۱۹۶۰–)        |       | ۹ آوریل ۲۰۰۸    | ۱۳ آوریل ۲۰۱۴    | حزب جمهوری‌خواه ارمنستان        |
| ۱۳ | هوویک آبراهامیان (۱۹۵۸–)       |       | ۱۳ آوریل ۲۰۱۴   | ۸ سپتامبر ۲۰۱۶   | حزب جمهوری‌خواه ارمنستان        |
| ۱۴ | کارن کاراپتیان (۱۹۶۳–)         |       | ۱۳ سپتامبر ۲۰۱۶ | ۲۰۱۸             | حزب جمهوری‌خواه ارمنستان        |
| ۱۵ | سرژ سارگسیان (۱۹۵۴–)           |       | ۱۷ آوریل ۲۰۱۸   | ۲۳ آوریل ۲۰۱۸    | حزب جمهوری‌خواه ارمنستان        |
| -  | کارن کاراپتیان (۱۹۶۳–)         |       | ۲۳ آوریل ۲۰۱۸   | ۸ مه ۲۰۱۸        | حزب جمهوری‌خواه ارمنستان        |
| ۱۶ | نیکول پاشینیان (۱۹۷۵–)         |       | ۸ مه ۲۰۱۸       | اکنون            | اتحاد راه خروج                 |